# 高橋亀吉

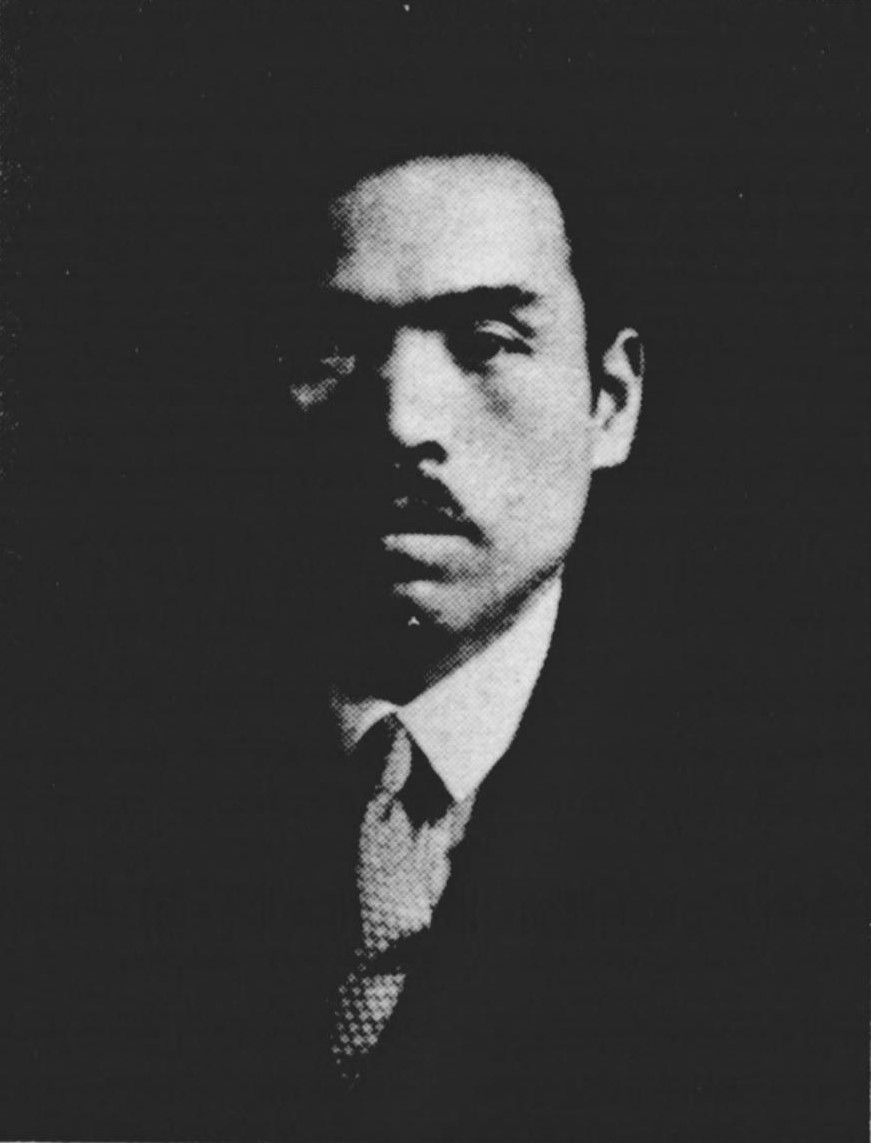
高橋亀吉

高橋 亀吉（たかはし かめきち、古い文書では「髙橋龜吉」とも、1891年（明治24年）1月27日（戸籍上では1894年（明治27年）9月23日） - 1977年（昭和52年）2月10日）は、経済評論家・経済史研究者。石橋湛山と並ぶ、日本の民間エコノミストの草分け的存在である。新平価解禁派。文化功労者。

## 生涯
山口県徳山村（現・周南市）に、船大工の長男として生まれる。1906年5月、家業の衰退から高等小学校卒業後に大阪の袋物問屋に丁稚奉公へ出る。1907年、朝鮮へ渡航し二田商会に入り、日本人居留民相手の営業や販売、貿易実務・電信局の請負などに従事した。
やがて本格的に商売の勉強を志し、早稲田大学の講義録で旧制中学の内容をマスター。講義録を履修した校外生として優秀な成績を修めた後に、1912年早稲田大学商科予科に進学し、1916年（大正5年）早稲田大学を卒業。恩師の伊藤重次郎から大学に残ることを薦められたが、商科長の田中穂積の同意を得られず断念。久原鉱業（現在のENEOS）へ入社し、調査業務に従事するもののサラリーマンの生活には馴染めず、伊藤に再び相談してみたところ、先輩の石橋湛山が主幹を務めていた東洋経済新報社を紹介され、1918年（大正7年）2月19日に入社した。当初、旧平価解禁説だった湛山を購買力平価説で説得したのもニコライ・ブハーリンの『過渡的経済論』と並んでグスタフ・カッセルの『世界の貨幣問題』に影響を受けた亀吉である。
入社直後に記者として欧米視察を経て『前衛』『マルクス主義』『社会主義研究』で資本主義研究を執筆。ニューヨークでは、田口運蔵らと共産党ランドスクールでスコット・ニアリングの経済講義などを学んだ。のちに『東洋経済新報』の「財界要報」欄を担当。処女作の『経済学の実際知識』が好評を得、『東洋経済新報』編集長（1924年（大正13年）5月 - 1926年（大正15年）6月）を経て、1926年に同社を退社。フリーとして活動を始めて、1932年（昭和7年）10月に高橋経済研究所を創立する。同研究所では『高橋財界月報』を刊行して経済評論における先鞭をつけた。
評論活動の傍ら、
- 1926年（昭和元年） 全日本農民組合同盟会長[1]
- 1928年（昭和3年） 日本労農党顧問[1]
- 1937年（昭和12年） 台湾総督府殖産局嘱託、6月第1次近衛内閣下で企画院参与（勅任官）就任。
- 1938年（昭和13年） 企画院専門委員
- 1941年（昭和16年） 大政翼賛会政策局参与[1]
- 1942年（昭和17年） 国策研究会常任理事調査局長[1]、陸軍省事務嘱託

等の公職を歴任する。
経済政策の議論でも活躍して、金解禁では勝田貞次・堀江帰一らと、日本帝国主義の分析では野呂栄太郎・猪俣津南雄らとそれぞれ論争をする。石橋湛山、小汀利得、山崎靖純ら「新平価解禁四人組」の一人として、リフレーション政策を積極的に唱導した。
1928年の第16回衆議院議員総選挙では日本農民党の公認で山梨県から立候補するも落選する。昭和研究会に参加して、企画院参与としてアジア・太平洋戦争下の政府の経済政策にも参画する。
1946年、資本・人員不足を理由に高橋経済研究所を解体して、新たに日本経済研究所を創設して理事長に就く。1948年5月、公職追放。1956年（昭和31年） 拓殖大学教授（1973年（昭和48年）まで）。1958年（昭和33年）に、拓殖大から経済学博士号を授与される。博士論文は「大正・昭和財界変動史」。1974年（昭和49年）文化功労者に選ばれる。墓所は多磨霊園(5-1-13)
主著には、『日本近代経済形成史』『私の実践経済学』等がある。

## 主な著作
- 『經濟學の實際知識』 東洋経済新報社、1924年
- 『日本資本主義發達史』 日本評論社、1929年12月、のち増補改訂版
- 『経済学の基礎知識』千倉書房、1932年。
- 『現代台湾経済論』改造社、1933年。
- 『清算期世界経済と日本』千倉書房、1933年。
- 『日本経済統制論 : 産業を中心として見たる』千倉書房、1937年。
- 『日本資本主義發達史　増補改訂版』日本評論社、1939年。
- 『徳川封建經濟の研究　再版』先進社、1941年。
- 『大正昭和財界変動史』全3巻、東洋経済新報社、1954年1月-1955年9月。新版2010年
- 『経済評論五十年 : 私の人生とその背景』投資経済社、1963年。
- 『大正・昭和経済変遷の観察と評論』投資経済社、1967年。
- 『日本近代経済形成史』全3巻、東洋経済新報社、1968年3月。新版2011年
- 『日本近代経済発達史』全3巻、東洋経済新報社、1973年。新版2011年
- 『私の実践経済学』 東洋経済新報社、1981年新版
- 『昭和金融恐慌史』 講談社学術文庫、1993年新版
- 『経済学の実際知識』講談社学術文庫 1993年新版
- 『『私の実践経済学』はいかにして生まれたか』東洋経済新報社 2011年新版